# Mongoloraphidia zhiltzovae
Mongoloraphidia zhiltzovae là một loài côn trùng trong họ Raphidiidae thuộc bộ Raphidioptera. Loài này được H. Aspöck & U. Aspöck miêu tả năm 1970.